# ドイツ人追放

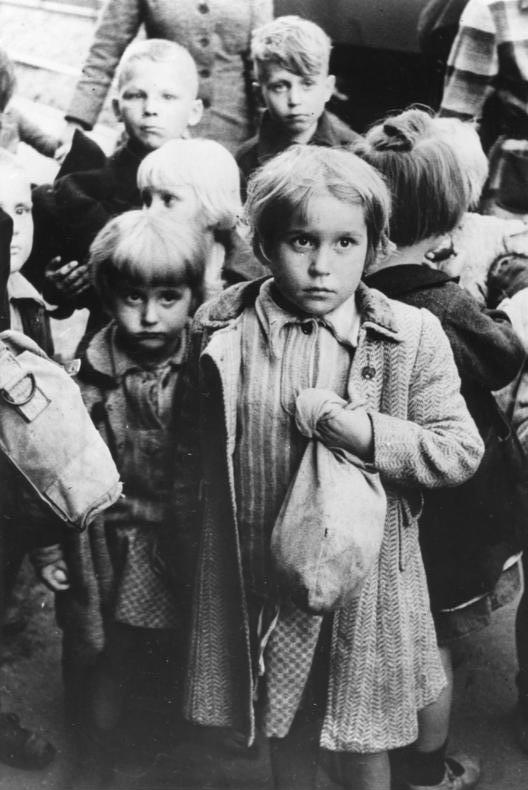
ポーランドに組み込まれたドイツ東部から強制送還されたドイツ人の子供達（1948年8月）

第二次世界大戦後におけるドイツ人追放（だいにじせかいたいせんごにおけるドイツじんついほう）は、第二次世界大戦末期およびその後に、ナチス・ドイツの領土および占領地に以前から居住もしくは移住したドイツ人が、ソビエト連邦および東欧・中欧の反枢軸国政府によって国外追放された一連の出来事を指す。

## 概説
第二次世界大戦後のポーランド、チェコスロバキアなどの東欧国家や、それらに併合された旧ドイツ東部領土からのドイツ人の移住計画は大戦中から連合国間で協議され、ドイツ人の支配が終焉した地域から徐々に開始されていた。この措置はポツダム会談によって承認され、「秩序ある人道的な方法」で行われることとされた。実際は1943年から1945年にかけて赤軍の進撃から逃れるために国境近くに居住する多くのドイツ人が西方へ自主的に避難を開始していた。戦後ドイツは国土の25％がポーランドとソ連へ割譲されたが、追放されたドイツ人に対し食料などを提供することはソ連やポーランド当局によって禁止された。その上、戦後の混乱によって発生した飢餓、病気、民兵による乱暴、復讐を目的とした殺人によって多くの人々が命を落とした。冬の寒さがそれに追い討ちを掛けた。このときの犠牲者数は50万人から200万人と推定されている。死因の内訳はいまだ不明である。
連合国が1990年代公開した資料によるとこれらの領域から追放もしくは自発的に移住したドイツ系の住民（追放者と難民）の総数は1,650万人に及び、20世紀の民族移動としては最大のものである。また、他に数100万人のポーランド人やウクライナ人も戦後にソ連に併合された旧ポーランド領からの移住を強制された。これらはすべて西側連合国とソ連の合意の下に行われた。
追放されたドイツ人（その中には戦争中にドイツ国籍を得た者もいる）の多くは、戦後ポーランド領に併合された旧ドイツ領の住民、チェコスロバキア、ハンガリー、ユーゴスラビア（主にヴォイヴォディナ地方）に数十世代にわたって少数民族としてこれらの国家建設に寄与してきた人々であった。また、ドイツ人は旧ソ連に併合された東プロイセンの一部（ケーニヒスベルク）や、リトアニアその他の東ヨーロッパ諸国からも追放された。これらの東ヨーロッパ諸国もまた戦後に国境線を移動させられたが、ポーランドのように自国政府の意向を無視して強制的に大きく国土を移されたケースもあった。
戦争末期から東部国境地帯に居住する多くのドイツ人は進撃してくるソ連赤軍に対する恐怖心から避難を開始していた。逃げ遅れた者の中には戦争中に犯した非道行為によって処罰されたものもいたが、ほとんどはドイツ人であるがゆえに迫害された。

## 政策決定の経緯
第二次世界大戦の勃発原因の一つであったナチス・ドイツによるチェコスロバキアに対するズデーテン地方要求やポーランドに対するポーランド回廊要求は、その地域に民族ドイツ人が多く存在していることが根拠とされていた。ミュンヘン会談後、チェコスロバキアはドイツによって事実上併合されたが、ドイツ人はチェコ人を劣等民族として扱い、国内や国外のチェコスロバキア独立組織はドイツ人に対する反感を強めていった。ロンドンのチェコスロバキア亡命政府大統領であったエドヴァルド・ベネシュは、1940年1月にイギリス政府に提出した覚書の中で、「多くの場合、住民の移動およびできるだけ民族的に同質な地域を創出しなければならない」と住民移動の可能性を述べる一方で、「チェコスロバキア国内にドイツ人マイノリティは残る」として国外移住には触れていなかった。しかしチェコ国内に残留した解放組織ではドイツ人追放を求める声が高まり、1940年の段階でほぼ方針を固めていた。しかし10月になるとベネシュはズデーテン・ドイツ社会民主党亡命組織との会談で、「100万人のナチスをドイツ国内に追放する」必要があると述べ、チェコ国内のドイツ人を集中的に住居させる一方で、ナチスの協力者であるドイツ人については追放するべきであるという主張を固めつつあった。ズデーテン・ドイツ社会民主党などはドイツ人追放について反対し続けたが、連合国に大きな影響を与えることはできなかった。ベネシュは1942年1月号の『フォーリン・アフェアーズ』にマイノリティ問題の解決策として大規模な住民交換を行う必要であるとした論文を発表し、大きな反響をもたらした。
ナチスの占領地域における蛮行が連合国に伝えられると、イギリス政府内でもナチスと他のドイツ人を分けて考えるべきではないという「ヴァンシタート主義」が台頭していった。また独ソ戦開始以降、ソビエト連邦のヨシフ・スターリンはドイツの領土を割譲して戦後のポーランドに与えることで、ソ連が占領したポーランド東部領土にかえようとしていた。 1942年1月31日にポーランド亡命政府の大統領ヴワディスワフ・シコルスキと会談したイギリスのウィンストン・チャーチル首相は「住民がひどく混住していて解きほぐすことが不可能な領域においては、再移住の方法が採用されるだろう」と戦後における住民交換の可能性を認めた。8月25日にはミュンヘン協定の無効が宣言され、ズデーテンにおけるドイツ人問題が連合国における協議の争点となった。1943年5月12日にベネシュはアメリカのフランクリン・ルーズベルト大統領と会談し、ドイツ人移住によってドイツ人人口を減らすという方針について、ルーズベルトの同意を得たと記述している。ただしアメリカ国内ではポーランド領となる東プロイセンについては住民移動を認める方針を固めつつあったものの、その他の地域については意見は分かれていた。ベネシュはチェコスロバキアからの「300万人のドイツ人移住」に対する米・英・ソ三大国の許可を得たと吹聴したが、イギリス外相アンソニー・イーデンは中南欧からのドイツ人移住について一般的原則を述べたのみであり、ズデーテン・ドイツ人追放に同意を与えたことはないと言明した。
ドイツ降伏が間近になった1945年、チェコスロバキアでは亡命政府が帰還したが影響力を十分に行使できない状態となった。国内は無法状態に陥り、統制されない暴力や殺戮、強制労働などが頻発し、「野蛮な追放」と呼ばれる統制されない追放も相次いだ。一方でチェコスロバキア政府は同年2月頃からドイツ系住民の資産凍結や市民権停止など、一連の迫害的な政治命令を行っている（ベネシュ布告）。またポーランドやハンガリーからもドイツ人の追放が相次いで行われていた。この状況を収拾するため、7月に開催されたポツダム会談ではこれらの国からのドイツ人追放を認める一方で、ドイツの占領を統括する連合国管理理事会がドイツからの避難民を受け入れる条件作りを行うまで、追放を停止するよう呼びかけることが合意された。チェコスロバキアはこの政策を承認し、1946年から本格的な移送を開始した。

## 強制移住の理由
以下に示すようなさまざまな理由が挙げられている。
- 第二次世界大戦の期間における民族ドイツ人の行為（ナチス・ドイツ占領地域からのポーランド人やチェコ人追放を含む）に対する懲罰措置。同時に民族的に等質な国民国家を建設することにより、戦争に先駆けて発生したような民族対立の芽を摘み取る。
- この強制移住の目的は、民族ドイツ人の東方への伸張を阻止することである。ドイツの民族主義者は過去において常に、他国におけるドイツ系少数民族の存在をその国に対する領土要求の根拠としてきた。アドルフ・ヒトラーはこれを侵略戦争の口実に利用した。他国の領土からドイツ人を排除することは将来の潜在的な問題を排除することと考えられる。
- またナチズムの東方生存圏政策に基づき、ドイツ国民である帝国ドイツ人および国外の民族ドイツ人は、ドイツ領に併合された旧ポーランド地域などに移住させる政策がとられた。この地域に居住していたポーランド人は財産を奪われ、ドイツの直轄地とされたポーランド総督府地域へ追放された。またドイツ人は被抑圧者の犠牲の上に特権的な生活を享受した。一例としてはワルシャワはポーランド総督府領にあったが、そこにおける各民族の1日当たり平均摂取カロリーはドイツ人1人あたり 2,613 kcalなのに対し、ポーランド人に与えられたのは 669 kcal、ゲットーのユダヤ人に至っては 253 kcalと推定されており、食物の秘密調達なくして生命維持は不可能であったが、発覚すれば現場で即座に銃殺された。総督府ではさらにポーランド人を家から追いたて、家族を引き裂き、子供を誘拐し、強制労働を課し、微罪を理由に処刑した。ポーランドの人口は1939年の4,280万人から1945年には3,460万人にまで激減した。370万人が故意に殺害されて230万人が迫害が原因で死亡するか行方不明になったと判明するのは後のことである。[要出典]
- ポツダム会談の参加国は、将来において民族間の暴力を避けるにはドイツ本国の国境外に居住する民族ドイツ人をドイツ本国に強制移住させるしかないと考えていた。ウィンストン・チャーチルは1944年に庶民院でこう述べた。「強制移住は、今まで考慮しうるもののうちでは最良の措置であり永続的なものである。常に繰り返される不幸を引き起こす他民族国家に居住する民族ドイツ人の混住状況はもはや存在しなくなる…完全な一掃が行われるのである。この移送に対して不安はない。これはむしろ現代の状況において可能なことなのである…」。このチャーチルの見解の立場をとると、強制移住はその目的を達したと考えられる。1945年に新たに設定された国境線は確固たるものであり、民族対立は殆どなくなった。しかし民族関係の安定は堅い鉄のカーテンによって説明されることでもある。なお、チャーチルは1946年の有名な「鉄のカーテン」演説でドイツ人強制移住を非難している。[14]
- ドイツ本国外、特に東ヨーロッパ諸国に組織された民族ドイツ人団体は第五列として1939年のナチス・ドイツによるチェコスロヴァキア解体やポーランド侵攻を支援した。ズデーテンではズデーテン・ドイツ人 (Sudetendeutsche）の多くがナチスの政策を積極的に支持し、支援した。ポーランドとチェコスロヴァキアでは自衛団 (Selbstschutz) その他のドイツ民族主義組織が現地のドイツ系住民によって編成され、破壊活動を行い、タンネンベルク作戦に代表されるポーランド人虐殺など様々な敵対的行為に加担した。戦争の終盤にはヴェアヴォルフ（人狼部隊）、ヤークトフェアベンデ （Jagdverbände、狩猟部隊）、ブントシュー（Bundschuh、紐靴部隊）といったドイツ系住民の準軍事部隊が連合軍占領地域でゲリラ活動を行い、ポーランド人や反ナチス的ドイツ人など多数の人々を殺害した。1945年3月23日に宣伝大臣のヨーゼフ・ゲッベルスは「ヴェアヴォルフ演説」と呼ばれた演説を行い、全てのドイツ人は死ぬまで戦えと訴えた。そのため、戦後も残留するドイツ系少数民族がナチス・ドイツの桎梏から解き放たれたばかりの新生国家にとり治安維持に対する脅威とされた。1939年当時に遡るとドイツ系ポーランド人の成人のうち10人に1人は自衛団 (Selbstschutz) の構成員であり、ドイツ系ポーランド人総数のうち25%はナチス・ドイツによって支援された何らかの反ポーランド的組織に属していて、ポーランド侵攻とその後の占領に加担した。彼らはタンネンベルク作戦、AB行動、ユダヤ人ゲットー建設などの迫害行為を始めとした様々な犯罪に加わった。
- ドイツ領やドイツ支配地域がソ連軍に占領されるよりはるか前に、ソ連によってポーランド東部の約200万人のポーランド人がシベリアのグラグ（強制労働収容所）に強制移送された。それに加えて80万人とされるワルシャワ住民がドイツによって特殊な労働収容所へ送られていた。戦後はこういった人々が帰郷したが、戦争で破壊された祖国で住居を必要としていた。
- ソ連は1939年のポーランド侵攻でドイツと共に分割・獲得した旧ポーランド領を自国に再編入し、その結果ポーランドは戦前の領土の43%を失うこととなった。グダニスク（ダンツィヒ）を始めとした旧ドイツ領のいくつかの都市はドイツ系少数民族と戦略的に危険な国境線を排除する目的でポーランドに割譲された。さらにポーランドには、ヴィルノ（リトアニア語名ヴィリニュス）とルヴフ（ウクライナ語名リヴィウ）を失った対価として旧ドイツ領のヴロツワフ（ドイツ語名ブレスラウ）とシュチェチン（ドイツ語名シュテッティン）が与えられた。ソ連に併合された地域の代償としてポーランドに新たに与えられた回復領についてはスターリン単独の決定でなく、イギリスとアメリカによる暗黙の了解があったものと解釈できる。
- ヴァルテラント帝国大管区 (Reichsgau Wartheland) のようにポーランド侵攻後にドイツに併合され、ドイツ政府によって広範囲でいわゆる民族浄化が行われていた。そのため同地の民族ドイツ人やドイツ領に併合された後に移住してきたドイツ人の戦後の追放についてはほとんど同情されなかった。

## 結果

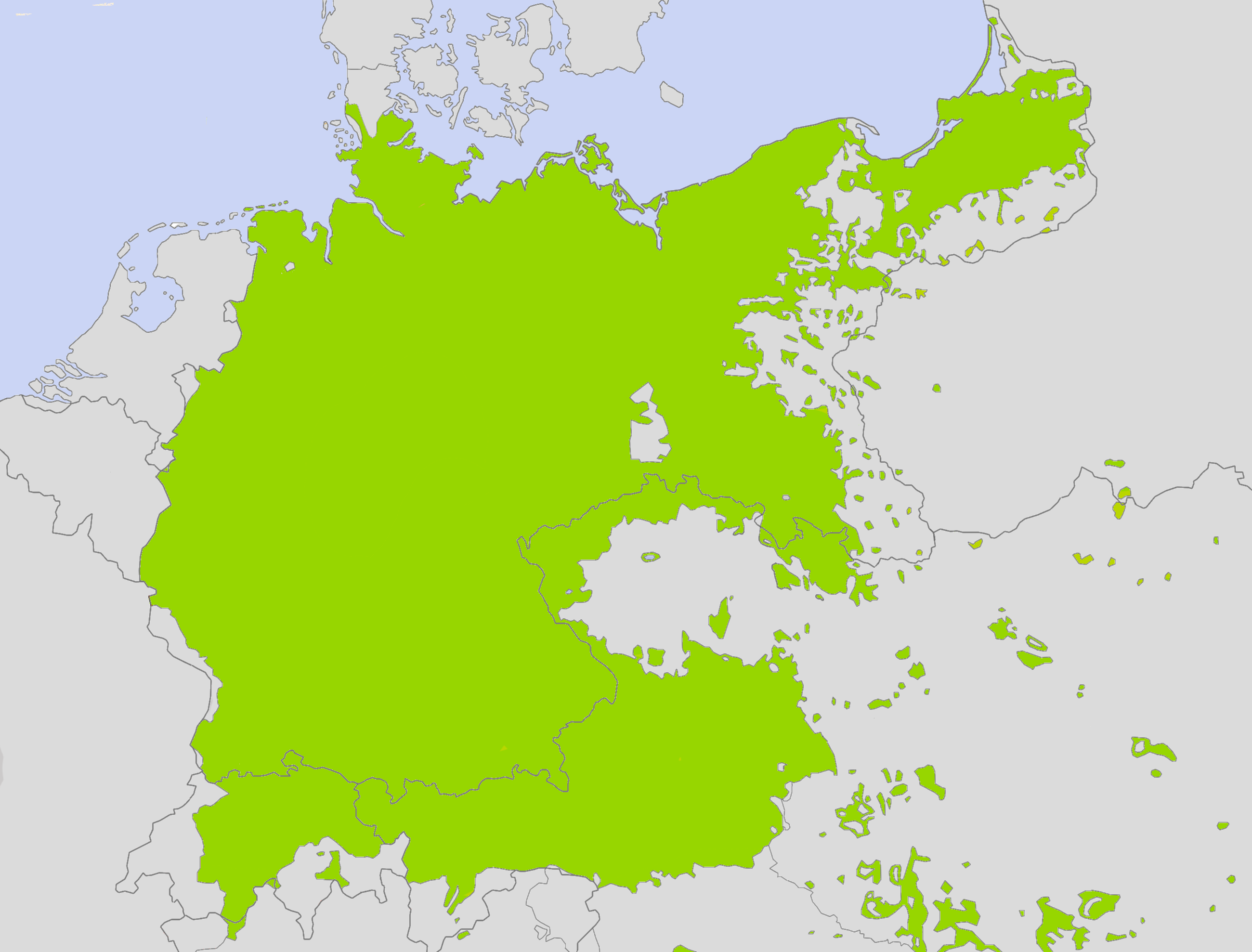
1945年までドイツ語が優勢だった地域

1,240万人（あるいは1,650万人とも言われる）の民族ドイツ人が移住を強制された。移住途上で命を落とした人々の数については見解が分かれている。ドイツ連邦統計局の1958年の発表では、210万人以上の民族ドイツ人が強制移住によって死亡したとされる。1965年に発表された統計でもこの210万人という死亡者数が確認されている (Gesamterhebung zur Klärung des Schicksals der deutschen Bevölkerung in den Vertreibungsgebieten, Bd. 1-3, München 1965)。ゲルハルト・ライヒリンク (Gerhard Reichling) の調査では202万人の民族ドイツ人がソ連によって強制移住され奴隷労働に従事した結果死亡したとしている (Die deutschen Vertriebenen in Zahlen)。リューディガー・オーヴァーマンス (Rüdiger Overmans) は110万人が死亡したとしている。しかしこの数字とこの数字を得るための方法については、フリッツ・ペーター・ハーベル (Fritz Peter Habel) やアルフレッド・デ・ザヤス (Alfred-Maurice de Zayas) から異議が唱えられている。ハーベルやデ・ザヤスは死亡者数は200万人を超えると主張している。チェコやポーランドの歴史家はより低い数字を挙げている。これは前線で戦闘中に死亡した兵士の数が除外されたためとされている。
ソ連当局の命令による「死の行進」と、戦後の混乱状況で発生した山賊行為、飢餓、伝染病によって多数の人々が亡くなった。また、強制移住措置を待つ人々を待機させるための強制収容所での過酷な環境で死亡した者も多い。
ポーランドでは1960年までにドイツ人のほとんどは去り、国外追放前に20万人のポーランドのドイツ人は共産主義の収容所で強制労働をしいられた。ドイツ連邦公文書館は、1974年にポーランド強制労働収容所でのドイツ人死亡率は20–50%、6万人以上が死去と推定している。
ソ連内務人民委員部 (NKVD) によって1945年2月から運営され、3月に共産主義ポーランドの内務省保安部（秘密警察 UB）Służba Bezpieczeństwaに引き渡されて、3月15日から積極的な親ソ派だったユダヤ系ポーランド人のサロモン・モレルが所長を務めたズゴダ強制労働収容所Zgoda labour campでは、収容所閉鎖の1945年11月までの9ヶ月間に1500人のドイツ人やポーランド系シレジア人反共産主義者が死亡、飢餓と劣悪な衛生状態から発生したチフスが主な原因である。モレルは1992年にイスラエルに移民。ポーランドは民族を動機とする犯罪に時効がなく身柄送還を要求、イスラエル政府は部分的に反ユダヤ主義の陰謀と見做されると虚偽告訴と拒否。モレルはイスラエルで2007年に死去した。
1986年に発表された調査 (Die deutschen Vertriebenen in Zahlen. Gerhard Reichling. 1986 ISBN 3-88557-046-7) によると、民族ドイツ人の追放は次の通りである。
- 1945年以前のドイツ東部から7,122,000人
- グダニスク（ダンツィヒ）から279,000人
- ポーランドから661,000人
- チェコスロヴァキアから2,911,000人
- バルト三国から165,000人
- ソ連から90,000人
- ハンガリーから199,000人
- ルーマニアから228,000人
- ユーゴスラビアから271,000人

追放された民族ドイツ人の総数は11,926,000人である。1950年には人口の自然増加によって12,400,000人になった。共産主義化した国家の全ての市民を対象とした国有化政策に沿って、ドイツやドイツ人の所有していた財産は没収され、新しい移住者に配分された。

1946年の連合軍占領下のドイツ。赤がソ連、黄色がアメリカ、緑がイギリス、青がフランス。

これらの追放者を受け入れたのは、ポツダム協定に合意した3国のうちアメリカとイギリスの占領地が中心で、協定に参加していないフランスは、1948年までは占領地への組織的な受け入れを拒んでいた。また、一旦ソ連占領地域に入った後にアメリカ・イギリスの占領地へと移動する人や、アメリカ、カナダ、オーストラリアなどの他国へ渡って行く人もいた。
ドイツ人追放は必ずしも無作為に行われたわけではなかった。チェコスロヴァキアではズデーテン・ドイツ人Sudetendeutscheのうち多くの熟練労働者が残ってチェコ人のために働かされることとなった。グルニ・シロンスクGórny Śląsk（オーバーシュレジェン）のオポーレ（オッペルン）地方では、ドイツ人炭鉱夫とその家族はポーランドに残ることを特別に許可された。しかし、ドイツ語はその後40年間公用語としての使用を禁止された。それでもこの地方の民族ドイツ人の伝統やドイツ語方言は人目につかずに継承され、1990年代に入って徐々に公に認識されるようになった。

## 追放者への給付
財産を失って追放された多数のドイツ人の生活を再建し、新しい国に統合していくことは、戦後ドイツに課せられた大きな課題であった。このために1949年に緊急援助法（Soforthilfegesetz）を制定し、社会的な観点から給付を与え、そのための課税を行った。それと同時に、最終的な負担の平衡を目ざす制度の検討が進められた。
こうして1952年に登場したのが、負担平衡法（Lastenausgleichsgesetz）である。この法律は、戦時中と戦後の追放と破壊、および通貨の新秩序によって生じた損害や困窮をバランスさせるために、課税と資金拠出で財源を確保し、それを連邦の特別会計（平衡化ファンド）に入れ、ここから援助を必要とする被害者に損害の重大さに応じて給付を与えることを目ざした。その後、この法律は何回も改正され、補助的な法律も制定されているが、戦争被害に関する給付と財源確保の基本を定めているのがこの負担平衡法である。その後の東西対立により、この方式による給付は、東ドイツを逃亡して来た者にも適用されるようになった。
給付については、失った財産額を確定し、その大きさに比例する形で行われている。財源として、最も重要であったのが、戦時中と戦後にわたって財産を維持できた者への課税である。爆撃によって多数の建築物が破壊されたが、破壊を免れた不動産もかなりあり、追放されて来た者と非常に対照的であった。そこで、不動産を中心とする財産を維持している者に対し、その財産の半額を徴収することが定められた。半額を30年と長期に分割すると、年納税額は財産額の1.67％となるので、財産を売却せず、財産所有者の収入から納付することができると考えられた。その後の物価と不動産価格の上昇により、負担は次第に軽くなっていき、1970年代に入ると、財源は一般財政からの拠出が中心となっていった。
1990年の東西ドイツ統一により、東ドイツからの逃亡者が失った財産を回復できるケースが生じ、与えた給付の扱いが問題となった。そこで法律が改正され、財産を回復できた者は当該財産に関して、受け取った給付を返還すべきことが定められた。返還された金額は特別会計に入れられ、追放後に旧東ドイツに滞在することとなったため給付を受け取ることができなかった追放者のために利用される。
負担平衡を扱っている連邦機関は、戦後の負担平衡制度について、「当初の悲惨な状況から判断すると、巨大な挑戦」であったが、結果的に「ドイツ連邦の民主主義を実証」することとなり、「この負担平衡に関する連帯の考えは、ドイツ連邦共和国で平和で経済的、そして社会的に成功した発展が行われる真の基礎となった」と振り返っている。

## 追放ドイツ人の概要
| 内訳                             | ドイツ    | 東ヨーロッパ | 計         |
| -------------------------------- | --------- | ------------ | ---------- |
| 1939年時点の人口                 | 9,500,000 | 7,100,000    | 16,600,000 |
| 戦中に疎開してきた者の数         | 500,000   | 0            | 500,000    |
| 1939年から1950までの自然増加数   | 600,000   | 400,000      | 1,000,000  |
| 1939年から1945年までの戦死者数   | 900,000   | 550,000      | 1,450,000  |
| 民間人の死者数                   | 800,000   | 500,000      | 1,300,000  |
| 東ヨーロッパに残っていた人々の数 | 1,450,000 | 1,500,000    | 2,950,000  |
| 1950年時点での追放ドイツ人の累計 | 7,450,000 | 4,950,000    | 12,400,000 |

注：
- ドイツ - ポーランドとソ連に併合されたオストプロイセンやシュレジエン、ポメラニアなどの旧ドイツ東部地域。
- 東ヨーロッパ - チェコスロヴァキア、ポーランド、グダニスク（ダンツィヒ）、バルト三国、ハンガリー、ルーマニア、ユーゴスラヴィア。ソ連は含まず。
- 1939年時点の人口 - ドイツ人と登録された多言語話者を含む。
- 戦中に疎開してきた者の数 - 戦時下のドイツ西部からの疎開者。
- 1939年から1945年までの戦死者数 - リューディガー・オーヴァーマンス (Rüdiger Overmans) による調査ではさらに360,000人多く、その分民間人の死者数は少なくなる。
- 民間人の死者数 - 主に1945年の戦闘で亡くなった人々。さらに強制労働のためにソ連に連行されて死亡した270,000人を含む。上の表ではゲルハルト・ライヒリンク (Gerhard Reichling) とリューディガー・オーヴァーマンス (Rüdiger Overmans) の再調査を反映。1958年の西ドイツ政府発表の推計では2,100,000人。
- 東ヨーロッパに残っていた人々の数 - 主に多言語話者。ルーマニアの民族ドイツ人を除く。ゲルハルト・ライヒリンク (Gerhard Reichling) の調査ではこれより230,000人多く、その分民間人の死者数が少なくなる。

## 歴史的進展

### ドイツ
第二次世界大戦の後、オーデル・ナイセ線より東の地域からの多くの追放ドイツ人（de:Heimatvertriebene）は西ドイツと東ドイツの両方に避難した。一部は政治活動を活発に行い、右翼組織に属した。多くはどの政治組織にも所属しなかったが、彼らの言う「故郷」への法的権利を持ち続けた。大多数の人々はいつかこの権利を行使することを願いながら戦後を生きた。半世紀前に署名された書類で追放ドイツ人の複数の組織は、現在のポーランドに定住を強いられた人々の窮状を訴えている。追放者連盟（BdV - 故郷放逐者同盟とも訳される）は他国から今日のドイツに避難した民族ドイツ人からなる団体の一つである。自主的にドイツに移住して故郷に戻れなくなった人々もしばしば強制的に移住させられた人々と同様に扱われる。追放者連盟会長のエーリカ・シュタインバッハ (Erika Steinbach) のように、ドイツが占領していた地域に移住したドイツ人の両親から占領中に生まれた人々も同じく追放ドイツ人と看做される場合がある。

### ポーランド

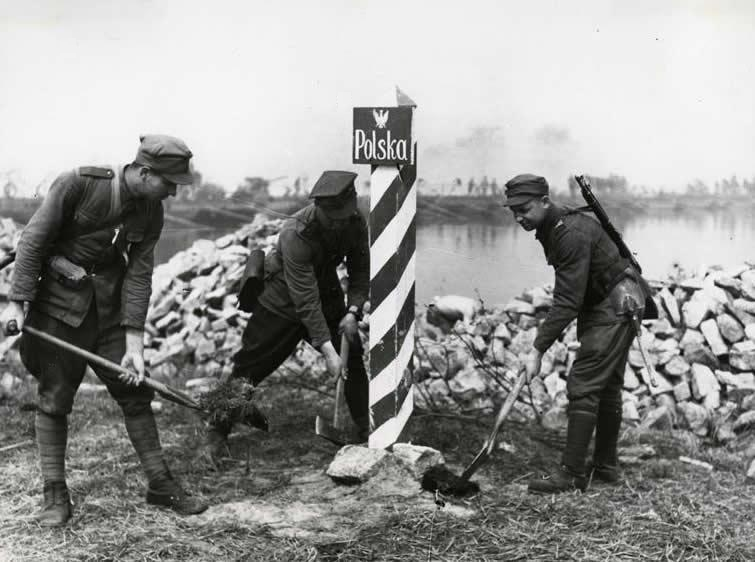
オーデルナイセ線に設けられた新しい国境線（1945年）

1991年以降のポーランド共和国とドイツ連邦共和国の関係は比較的良好だが、第二次大戦、戦後の追放、ポーランド国内のドイツ系少数民族に対する扱い、歴史教科書問題、ポーランド西部のドイツの文化遺産に対する扱いや旧ドイツ領土を巡ってしばしば緊張する。ドイツはポーランドのNATOやEU加盟を提議した国で、ポーランドのEU加盟後はポーランドに対するEU内最大の経済援助国となっている。
追放されたドイツ人の中には、戦争と戦後の出来事に対するポーランドの公式見解は共産主義と民族主義が一体となった集産主義的なもので、ドイツ人やポーランド人各個人の苦難に焦点を当てておらず、それぞれの民族的背景のみを強調していると批判する者がいる。後者の批判については、1939年以前のポーランドやプロイセンに住んでいたドイツ系少数民族によるナチス・ドイツへの広範な協力や支援と、戦中にはドイツ当局によってポーランド人が劣等民族と分類され過酷な扱いを受けていた間ドイツ人は特権的な地位を享受していた事実を無視するものだと批判的に捉えられている。
また、ドイツ人は皆ヒトラーとその世界観や政策を支持したではないかという批判もある。しかし一方、当時のドイツの有権者のうちナチ党が政権に就くことを支持したのはたった32%だけだったのであり、ドレスデン空襲の犠牲者にもユダヤ人家族をかくまったドイツ人がいた。終戦時、ドイツ人もまた土地・資産の没収、虐殺にあっている。
被追放者はドイツ政府からこれまで、総計1400億マルクに相当する補償金を受け取っている。
2005年11月、「デア・シュピーゲル」誌はアレンスバッハ研究所 (Allensbach Institut) の世論調査を発表。これによるとポーランド人 61%は、ドイツ政府が戦前にドイツ領だった地域を取り戻そうとしているかあるいはその補償を求めてくるのではないかと考えており、ポーランド人のうち41%は追放されたドイツ人の各団体の目的は失った個人財産の返還あるいはその補償にあるのではないかと危惧している。また、追放ドイツ人の子孫がポーランドとの経済力の差に乗じ1945年に共産主義ポーランド政府によって没収された不動産を金の力で買い戻そうとし、これによって西ヨーロッパに比べて割安だったポーランドの不動産価格が暴騰してしまうのではないかと心配している。そのためポーランドでは現在、外国人による国内不動産購入に関して制限措置を設け(ドイツ人にも適用)、この制限措置はフィンランド自治領のオーランド諸島と同様。追放されたドイツ人団体「追放者連盟」 (Bund der Vertriebenen)(会員数約200万人) は、迫害、併合、住民移送などの戦後の追放の悲劇を繰り返さないことを公式な方針としている。
現在もポーランド政府は、没収したドイツ人個人の資産や土地の返却及び賠償において拒否を続け、両国間の問題となっている。
追放ドイツ人の団体は第二次世界大戦によって受けたというドイツ人の苦難を記念する「反国外追放センター」Zentrum gegen Vertreibungenを建設する計画を持っている。それに応じてポーランドの政治家や活動家の中には「ポーランド民族殉難センター」（あるいは「ポーランド民族受難記念センター」）を建設して、戦争中にナチス・ドイツによるポーランド人に対する組織的な抑圧を記録し、ドイツの人々に向けて彼らの隣人に対してドイツの国家と体制が行った残虐行為の真実を教育すべきだと主張する者もいる。しかしドイツの政治家はポーランド民族殉難センターの建設案を非難し拒んでいる。
ドイツのアンゲラ・メルケル首相率いる政権は「反国外追放センター」の建設を許可したが、ポーランドのドナルド・トゥスク首相はこれに賛意を表明した。追放されたドイツ人やその子孫が財産の返還を請求するのではないかという、ポーランド国内で湧き上がっていた懸念に対してポーランド政府は、ポーランドの国家主権の及ぶ地域すなわちポーランド共和国の正式な領土におけるこういったドイツ人の財産請求権を支持する法的根拠は全く存在しないと言明した。ポーランドとドイツは1990年11月14日に国境線を最終確認する条約を締結している。
ポーランド国内に残っているドイツ系住民は2002年全ロシア国勢調査では152,897人と判明しているが、彼らには少数民族としての一定の権利が与えられており、比例代表制の国政選挙でも最低得票率5%制限条項の対象外となる優遇措置が採られている。また、ポーランドの少数民族関連法によりオポーレ県などにあるドイツ系少数民族が居住する各郡では第二言語としてドイツ語の公用語としての使用も許されている。

### チェコとスロバキア

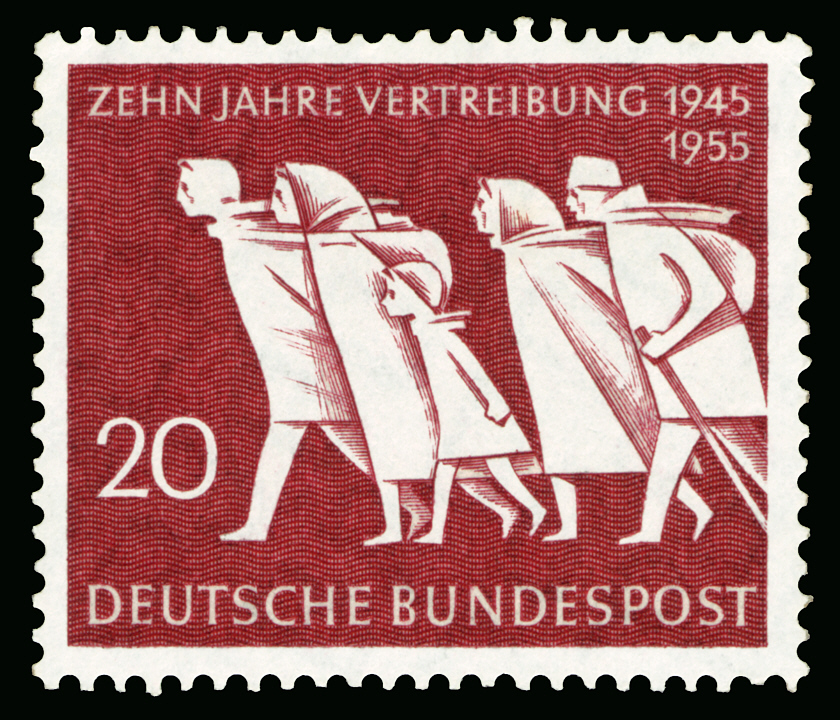
ドイツ人追放10周年紀念切手

チェコスロバキアのズデーテン地方には、1937年末の時点で320万人のドイツ人が居住していたが、1945年からの追放政策と「自主的な退去」によって95％のドイツ人がズデーテンから姿を消し、1950年9月の段階でわずか16万人に減少していた。ズデーテン・ドイツ人団体はこの過程で25万人が命を落としたと主張している。
チェコとドイツの関係については、1997年に交わされたチェコ・ドイツ宣言によって事実上解決している。この宣言の原則は、両国は過去に起因する政治的・法的問題に対する取り組みを妨げないということである。
しかしズデーテン・ドイツ人とその子孫たちは戦後に没収された財産の返還を求めており、幾度か返還要求が何度かチェコの裁判所に提訴されている。没収された不動産にはすでに新しい住民がおり、その中にはもう50年以上もそこに暮らしている者もいるので、所有権を戦前の状態へ戻そうという試みは彼らに不安を与えている。この問題はチェコの政界でもしばしば取り上げられている。ポーランドと同様、チェコ共和国でも外国人の不動産購入に対しては制限措置が採られている。2005年11月にアレンスバッハ研究所 (Allensbach Institut) が行った世論調査によると、38%のチェコ人は、ドイツ政府が戦前にドイツ領だった地域を取り戻そうとしているかあるいはその補償を求めてくるのではないかと考えており、39%は追放されたドイツ人の各団体の目的は失った個人財産の返還あるいはその補償にあると危惧している。
チェコに残っているドイツ系少数民族は法的には一定の民族的権利が与えられているが、政府や自治体の手続きにおいてはドイツ語の使用は事実上不可能である。ボヘミア地方の西部や北部にドイツ系住民が集中しているが、ドイツ語の教育制度は存在していない。チェコ当局はその少数民族関連法で独特の障壁を設けている。法解釈上は、少数民族の人口がその少数民族が居住する地方自治体の全人口の10%を超える場合にはチェコ語に加えてその少数民族の言語を使用した標識を立てることができるが、そのためにはその少数民族の成人人口の40%以上がそういった標識を立てる請願書に署名しなければならない。2001年の国勢調査によると、13の地方自治体で人口の10%以上がドイツ系住民となっている。
追放ドイツ人の各団体代表者の多くが、昔ドイツ語が使われていた地域すべてでチェコ語とドイツ語が併記された標識を立てることは、そういった地域の言語と文化の歴史的遺産を示すことになるとして支持している。
2005年には、イジー・パロウベク (Jiri Paroubek) 首相が反ナチス的だったズデーテン・ドイツ人の活動を宣伝し、公式に認める議案を提出することを発表した。この動きはズデーテン・ドイツ人とドイツ系少数民族に歓迎されたが、一方でこの議案はチェコスロバキア国家のために積極的に戦った反ナチス活動にのみ適用され、反ナチス活動全てを対象としていないという批判も浴びた。また、ドイツ系少数民族は戦後酷使されたことに対する金銭的補償を求めている。
なお、ドイツ人、ハンガリー人、売国奴、その他戦前のチェコスロバキア国家に敵対した者の財産を没収することなどを規定したベネシュ布告 (Benešovy dekrety) の見直しは全く行われていない。チェコの政治家や世論の大半はベネシュ布告の一切の改訂を拒否している。
スロバキアの場合はチェコの場合と異なっている。スロバキアでは民族ドイツ人の数はチェコよりはるかに少なく、ソ連軍がスロバキアを通過して西へ進撃してくると、ほとんど全てのドイツ系住民は当時のドイツ国内へ避難した。戦後ごく少数のドイツ系住民がドイツから戻ってきたが、チェコのドイツ人が追放されたとき一緒に追放された。

### ハンガリー
1944年12月22日にソ連軍総司令官によるドイツ人追放命令が下ると、ハンガリーでもドイツ系少数民族への迫害が始まった。ドイツ系住民の5%となる約20,000人は国民同盟 (Volksbund) によってハンガリーから立ち退いてオーストリアに疎開していたが、その多くが翌年の春になるとハンガリーに戻ってきた。1945年1月には32,000人のドイツ系住民がソ連軍によって集められ、奴隷労働のためソ連国内に送られた。その多くは現地の厳しい生活条件や虐待によって命を落とした。1945年12月29日ハンガリー新政府は、1941年の国勢調査で自らをドイツ系と申告した全ての者や、国民同盟 (Volksbund) やナチス親衛隊その他のドイツ武装組織に属していた全ての者を追放する命令を下した。この布告によって大規模な追放が開始された。ドイツ人を護送する最初の列車がブダエルシュ（Budaörs、ドイツ語Wudersch）を出たのが1946年1月19日で、これには5,788人が乗っていた。ドイツ語を話すハンガリー市民のうち185,000人から200,000人がその権利と財産を剥奪され、西ドイツに追放された。1948年7月までにさらに50,000人が東ドイツに送られた。ハンガリーから追放されたドイツ人の多くはバーデン=ヴュルテンベルク、バイエルン、ヘッセンに定住した。1947年と1948年にはハンガリーとチェコスロヴァキアの間で強制的な住民交換が行われ、74,000人のハンガリー系住民がスロヴァキアから追放され、ほぼ同数のスロヴァキア系住民がハンガリーから追放された。スロヴァキアから追放されたハンガリー系住民やブコヴィナから来たセーケイ人はトランスダヌビア（ハンガリー語Dunántúl）地方の旧ドイツ系居住地だった村々に落ち着いた。 トルナ (Tolna)、バラニャ (Baranya)、ショモジ (Somogy)の一部地域では旧住民と新住民が完全に入れ替わった。1949年の時点で自らをドイツ系と申告した者の数はたった22,455人であるが、実際のドイツ系住民の数はもっと多かったと推測される。おそらくドイツ系村落共同体の半分が1944年から1950年にかけてのハンガリーの「暗黒時代」を経て生き残った。現在ドイツ系住民は少数民族としての権利、民族団体の存在、民族学校、地方議会の開催を保障されているが、ハンガリー社会への自発的な同化現象も広く起きている。1990年の鉄のカーテン崩壊後は多くの旧住民がドイツから来て故郷を訪れている。

### ロシア
ロシア各地に住んでいたドイツ系住民も戦後に追放された。カリーニングラード州はロシア本土との間にあるリトアニアとベラルーシによって飛び領土となっているが、13世紀中期よりドイツ人の居住地域の一つだった。カリーニングラード市の以前のドイツ語名はケーニヒスベルクで、ドイツの歴史にとって重要な都市であった。カリーニングラード州、ポーランドの一部、リトアニアの一部を合わせると、以前はドイツの東プロイセン州（ナチス・ドイツ時代は東プロイセン大管区）の領域であり、1918年から1939年の間はドイツの飛び領土だった。今日のドイツでは多数のケーニヒスベルク出身者がいる。戦中にソ連領内で実行されたナチス・ドイツの恐怖政治への復讐として、この旧東プロイセン北部地域に住んでいたドイツ人の追放がソ連当局によってしばしば暴力的に行われたが、現在のカリーニングラード州住民のロシア人は過去の歴史をより単純に受け止めている。ソ連時代、このロシアの飛び領土は特別な許可なしに立ち入ることが禁止された軍事区域だったため、旧東プロイセン時代の村々の多くがそのまま放置されている。しかしケーニヒスベルクは1944年のイギリスによる空襲と1945年のケーニヒスベルク要塞攻囲戦によって廃墟と化したため、現カリーニングラード市の中心部は新しく建て替えられている。

### リトアニア
リトアニアで終戦までドイツ領だったのはごく狭い地域だけである。旧ドイツ領だったのは1918年以前と、1939年から1945年の間に東プロイセンだった部分である。しかしあまり重要でなかったと思われがちなこの地域には、ドイツの北東部の端で重要な港湾都市メーメル（現クライペダ）があった。1919年のフランス統治下時代と同様にして、戦後この地域はリトアニアに割譲された。ここのドイツ人のほとんどは、ケーニヒスベルクなどから疎開するドイツ人と一緒に戦後ドイツへと疎開した。残りの人々も1946年に列車に乗せられて追放された。多くの村に住んでいたリトアニア人が、ドイツ人がいなくなったメーメルやその周辺の旧ドイツ人リトアニア人混住地域に引っ越してきた。メーメルの公式名はクライペダに変更された。リトアニアからの引揚ドイツ人とその子孫は旧東プロイセンの他地域出身者と共に主に旧西ドイツに住んでいる。リトアニアに編入された地域が狭くても重要だった名残は、ドイツ国歌のもと1番だった歌詞（この1番はもはや歌われておらず、現在もとの3番だけが正式な歌詞として採用されている）に Von der Maas bis an die Memel （マース川からメーメル川まで）と表現されていた。クライペダはメーメル川河口の都市である。

### 現在の状況
1990年代になるまで、ドイツ人追放の人道的な見地からの是非の問題はほとんど議論されなかった。ナチス体制時代の一連のプロパガンダでは、チェコスロヴァキアとポーランドの民族ドイツ人 (Volksdeutsche) は迫害されていると宣伝されていた。戦後こういった地域から追放されたドイツ人 (Heimatvertriebene) は西ドイツで活発に政治活動をしたが、西ドイツ国内の政治風土はナチス時代の行為に対する贖罪の風潮が支配していた。しかしキリスト教民主同盟(CDU)の政権は追放ドイツ人や民間人の犠牲者に対する少なからぬ支援を提供し、いわゆるオーデル・ナイセ線を国境として受け入れることに猛反対していた。社会民主党 (SPD) もオーデル・ナイセ線には反対していた。追放ドイツ人の政治活動は現在でも活発に行われており、200万人ともいわれる票田はドイツの大きな政治勢力となっている。
1946年、ウィンストン・チャーチルはアメリカ・ミズーリ州のフルトンでアメリカ大統領ハリー・S・トルーマンの立会いのもと歴史的な演説を行った。この演説でチャーチルはアメリカに「バルト海のシュチェチンからアドリア海のトリエステまで」おろされた「鉄のカーテン」の存在を知らせ、ソ連に指図されたポーランドによるドイツへの不当侵入（つまりオーデル・ナイセ線の設定）と数百万のドイツ難民や追放者の窮状を強調した。しかし、ポツダム協定で決定された事項に対する責任と承認（消極的ながら）を考えると、チャーチルのこの演説は戦後の政治的アジェンダによるものだったと考えられる。
アメリカ下院議員のキャロル・リース (B. Carroll Reece) は1957年5月16日に議会で、ドイツ人の追放は一種のジェノサイドだと発言した。それはドイツ人の追放の真実に関する調査によって西側同盟国が結論した、数百万という死者数を受けてのことと思われる。
1993年11月から12月にかけて、「1944年から1948年における民族浄化 (Ethnic Cleansing 1944-1948)」という展示がシカゴのデ・ポール大学スチュワート・センターでアルフレッド・デ・ザヤス (Alfred-Maurice de Zayas) 教授の指導のもとで行われ、ドイツ人追放は忘れ去られたホロコーストだとされた。
1990年代の初めになると冷戦が終結し、占領軍はドイツから撤退した。ドイツ人による戦争犯罪の影になって見捨てられていた、第二次世界大戦後のドイツ人に対する待遇の問題に再度焦点が当てられるようになった。ソ連の崩壊によって、第二次世界大戦におけるロシア人による犯罪といった、以前はあまり重要でないと考えられていた問題が持ち上がってきた。
1989年12月28日、当時チェコスロバキアの大統領候補だった（翌日大統領に当選）ヴァーツラフ・ハヴェルは、第二次世界大戦後のドイツ人追放に対しては国家として謝罪するべきだと述べた。チェコスロバキアの政治家のほとんどはこれに反対した。またこの問題について、ズデーテン・ドイツ人組織の指導者達からも何の返答もなかった。1990年3月にドイツ大統領のリヒャルト・フォン・ヴァイツゼッカーがプラハを訪問した際、ハヴェル大統領がドイツ人追放を「我々の父の代の誤りであり罪である」と述べて謝罪をしたのを受けて、ヴァイツゼッカーもチェコスロバキアに対して謝罪をした。しかしベネシュ布告は撤回されなかった。
1990年11月14日にポーランドとドイツの間で国境線の再確認をする条約が交わされ、オーデル・ナイセ線が国境として最終的に確定した。この条約では両国の互いの少数民族の諸権利を保障した。これには、民族的背景を持つ姓を名乗る権利、民族の言語を使用する権利、通う学校や教会を任意に選べる権利などが含まれる。これら諸権利は以前には公式には認められていなかった。個人は住みたい国をすでに自ら選んだことが前提となっていたからである。
ソ連のロシア人と、チェコスロヴァキアの民族主義者によるドイツ民間人の大虐殺の問題がこのところ浮上している（アルフレッド・デ・ザヤスAlfred-Maurice de Zayas著A Terrible Revenge）。また、ナチス・ドイツの強制収容所が、ドイツ民間人を収容するために一時的に転用もされた。
アレクサンドル・ソルジェニーツィンとレフ・コペレフ(Lev Kopelev)は、ソ連で兵役に就いているとき東プロイセンの民間人がソ連軍によって酷い扱いを受けていたのを目撃している。コペレフは1945年以降の旧東プロイセンで行われた残虐な出来事に関して自伝三部作であるХранить вечно (To Be Preserved Forever) の中で述べている。
1990年代に入るとポーランドでは、歴史的な出来事を再調査する動きが起こり、1998年には国家記銘院（Instytut Pamięci Narodowej, 略称IPN）が設立されて積極的な調査活動をしている。国家記銘院の役割は、過去にポーランドで行われた犯罪を被害者や加害者の民族や国籍に関係なく調査することである。ポーランドでは民族や国籍が動機となった犯罪については時効が設けられていないため、この類の事件の犯人は永久に告発されることになる。ドイツ人に対する犯罪のいくつかがすでに調査された。無実の追放ドイツ人に対する報復的犯罪の容疑者であるサロモン・モレルはイスラエルに逃亡したが、イスラエル政府はポーランドへのモレルの身柄引き渡しを拒否し、結局2007年にモレルはイスラエルで死去した。